# Derivare (lingvistică)
În lingvistică, derivarea este un procedeu de formare a cuvintelor prin adăugarea, uneori suprimarea unui afix la/de la un cuvânt-bază, astfel alcătuindu-se un cuvânt nou, cu sens mai mult sau mai puțin schimbat, din aceeași clasă lexico-gramaticală sau din alta.
Nu există unitate de vederi printre lingviști în ceea ce privește ramura lingvisticii de care ține derivarea. Unii o includ în lexicologie, alții în morfologie ca parte a gramaticii, alții consideră formarea de cuvinte o ramură aparte a gramaticii sau a lingvisticii. În lingvistica limbii române este privită în mod tradițional ca un procedeu de îmbogățire internă a lexicului, deci ca ținând de lexicologie.
În literatura de specialitate anglofonă se întâlnește ideea că derivarea este unul din procedeele principale de formare a cuvintelor, celălalt fiind flexiunea, acestea făcând parte din morfologie în sens larg. După Crystal 2008, spre deosebire de derivare, prin flexiune nu rezultă un cuvânt nou, ci aceasta schimbă forma gramaticală a aceluiași cuvânt, dar precizează că între derivare și flexiune nu există o limită clară, ilustrând dificultatea analizării unor afixe prin cazul lui -ly din limba engleză, care formează adverbe din adjective, de exemplu quickly „repede”, approximately „(în mod) aproximativ”.
În lingvistica limbii franceze se poate găsi de asemenea, în legătură cu derivarea, ideea opoziției dintre o „morfologie lexicală” și o „morfologie gramaticală”.
În lingvistica limbilor din diasistemul slav de centru-sud, formarea cuvintelor este inclusă în gramatică, făcând obiectul unei părți de rang egal cu morfologia în sens gramatical și cu sintaxa.
În lingvistica limbii maghiare sunt lucrări, de exemplu Kiefer (coord.) 2006, în care derivarea, în cadrul formării de cuvinte, este tratată și în partea despre morfologie, și în cea despre lexic. În alta, A. Jászó (coord.) 2007, capitolul despre formarea de cuvinte, ce cuprinde un subcapitol despre derivare, este inclus într-o parte numită „Cuvântul”, făcând obiectul unui capitol de rang egal cu cel despre lexicologie, cu unul numit „Părțile de vorbire” și cu unul intitulat „Morfologia cuvântului”. În lingvistica acestei limbi se deosebesc prin denumiri diferite, pe de o parte mărci și desinențe, care în principiu sunt sufixe gramaticale, și pe de altă parte sufixe derivaționale. Ezitarea în privința acestora reiese și din faptul că unele sufixe sunt incluse în categorii diferite de diferiți lingviști sau sunt considerate ca făcând parte din două din ele. De exemplu, sufixul verbului potențial este considerat de unii sufix derivațional, dar de alții marcă, sufixul de infinitiv este pentru unii pur și simplu sufix derivațional, pentru alții sufix derivațional gen marcă, sufixul de gerunziu este văzut de unii ca simplu sufix derivațional, de alții ca sufix derivațional gen desinență. După Keszler 2000 există de asemenea mărci și desinențe care prezintă trăsături caracteristice sufixelor derivaționale, de exemplu marca comparativului de superioritate.

## Tipuri de derivare
În română și în limbile amintite în acest articol, afixele derivaționale sunt sufixe, adăugate la o rădăcină sau după alt sufix, ori prefixe, plasate înaintea unui cuvânt. Diferența de funcție dintre ele este că sufixul poate trece cuvântul-bază în altă clasă lexico-gramaticală, dar prefixul nu o poate face singur, ci numai împreună cu un sufix.
Sufixul poate fi adăugat la o rădăcină care constituie singură un cuvânt (răutate), la un cuvânt deja format prin derivare (muncitorime), la un cuvânt compus (fr  auto-stop → auto-stoppeur „autostopist”) sau la o rădăcină care nu are existență independentă cu statut de cuvânt. În acest caz are loc de fapt o schimbare de sufix: fr  traction „tracțiune, tractare” → tracter „a tracta”, hu  repül „zboară” → repdes „zburătăcește”.
Exemple de prefixare sunt: ro  răz- + a gândi → a se răzgândi, en  un- + happy „fericit” → unhappy „nefericit”, fr  re- + faire „a face” → refaire „a reface”, hr  pot- + pisati „a scrie” → potpisati „a subscrie, a semna”. În limba maghiară se aplică prefixe numai la verbe, aceste afixe rămânând și înaintea cuvintelor derivate de la verbele respective. Ele se deosebesc de cele din română și din alte limbi prin faptul că se pot detașa de verb, și sunt considerate o clasă de cuvinte gramaticale. Totuși li se recunoaște capacitatea de a funcționa și ca prefixe derivaționale: rá- + szed „culege” → rászed „înșeală, păcălește”. Și în cazul prefixării poate fi vorba de schimbarea prefixului în cazul rădăcinilor care nu sunt cuvinte: a închide, a deschide.
Uneori, un cuvânt nou se formează prin adăugarea simultană a unui prefix și a unui sufix, procedeu numit derivare parasintetică: ro  în- + dulce + -i → a îndulci, fr  in- + rădăcina lui user „a uza” + -able → inusable „inuzabil”, hr  bez- „fără” + voda „apă” + -an → bezvodan „fără apă”.
În lingvisticile unor limbi se mai tratează și derivarea numită regresivă sau inversă, care constă în formarea unui cuvânt nou prin suprimarea unui sufix lexical (auzi → auz) sau a unei desinențe fals interpretate ca afix lexical (nucă → nuc). Exemplu din franceză: attaquer „a ataca” → attaque „atac”.

## Originea afixelor derivaționale
Un afix poate fi, pe de o parte format pe terenul unei limbi sau moștenit din limba de origine, pe de altă parte împrumutat. De exemplu, în limbile romanice sunt unele afixe moștenite din limba latină și altele împrumutate din latină după formarea limbilor urmașe. Uneori, afixul latinesc există și în forma moștenită, și în cea împrumutată. De pildă, prefixul latinesc dis- există în franceză în cuvântul se déshabiller „a se dezbrăca” în forma moștenită, iar în disparaître „a dispărea” în forma împrumutată. Sufixul latinesc -tas a fost moștenit de română în forma -tate (ex. răutate), iar sufixul -ismus a intrat în română prin împrumuturi, dar este aplicat și la cuvinte românești vechi: țăran + -ism → țărănism.
Prefixele provin în general din prepoziții. În cazul limbilor romanice, cele mai multe au fost prepoziții numai în latină. În prezent este și prepoziție, și prefix bunăoară cel provenit din latinescul in-: ro  în + groapă + -a → a îngropa, fr  en + fermer „a închide” (de exemplu ușa) → enfermer „a închide” (în ceva). În limbile din diasistemul slav de centru-sud sunt mai multe care au ambele funcții: hr  iz „din” + baciti „a arunca” → izbaciti „a arunca afară”, od „de la” + maknuti „a deplasa” → odmaknuti „a îndepărta”. Și în acestea sunt prefixe împrumutate, ex. hr  ultrazvuk „ultrasunet”.

## Productivitatea și frecvența afixelor derivaționale
Afixe productive sunt cele cu care se formează cuvinte noi și în limba actuală. În română astfel sunt de pildă prefixul în- și sufixul -ism. Neproductive sunt, de exemplu, în franceză, prefixul par- (parsemer „a presăra”) și sufixul -ail (gouvernail „cârmă”).
Afixele productive sunt de obicei și frecvente, dar pot fi și relativ rare, iar unele neproductive sunt totuși prezente într-un număr relativ mare de cuvinte actuale.

## Derivarea după clasa lexico-gramaticală a cuvântului bază și a celui derivat
Prin derivare se pot forma cuvinte din aceeași clasă lexico-gramaticală ca și cuvântul bază, se poate schimba clasa cuvântului bază sau se poate doar indica clasa cuvântului.
Cuvinte din aceeași clasă ca cele bază pot fi derivate atât cu sufixe, cât și cu prefixe. Cele din urmă formează numai astfel de cuvinte dacă nu sunt asociate cu sufixe. Prin astfel de derivare se pot forma:
- verb din verb: ro  a săra → a desăra[29], fr  boire „a bea” → buvoter „a bea cu mici înghițituri repetate”[30], saler „a săra” → dessaler „a desăra”[22], hr  kašljati „a tuși” → kašljucati „a tuși repetat, cu intensitate mică”[31], hu  szeret „iubește” → szerethet „poate iubi”[32];
- substantiv din substantiv: ro  cizmă → cizmar, moș → strămoș[11], fr  banane „banană” → bananier [33], succès → insuccès[34], hr  bačva „butoi” → bačvar „dogar”[35], hu  csillag „stea” → csillagzat „constelație”[32];
- adjectiv din adjectiv: ro  cald → călduț[36], cinstit → necinstit[37], fr  vert „verde” → verdâtre „verzui”[38], religieux „religios” → areligieux „nereligios”[39], hr  plav „albastru” → plavičast „albăstriu”[40], hu  barna „maro” → barnás „maroniu”[41];
- adverb din adverb: bine → binișor[36];
- numeral de alt fel din numeral cardinal: ro  doi → doime[36], fr  trois „trei” → troisième „treime, treilea/treia”[42], hr  deset „zece” → deseti „zecelea”[43], hu  hat „șase” → hatod „șesime”[44].

Schimbarea clasei lexico-gramaticale se face prin sufixare sau prin derivare parasintetică:
- verb din substantiv: ro  chin → a chinui[36], fr  zigzag → zigzaguer „a umbla în zigzag[45], hr  komad „bucată” → komadati „a face bucăți”[46], hu  vaj „unt” → vajaz „unge cu unt”[47];
- verb din adjectiv: ro  trist → a întrista[11], fr  rouge „roșu” → rougir „a (se) înroși”[45], hr  star „bătrân” → starjeti „a îmbătrâni” (intranzitiv)[48], hu  fehér „alb” → fehérít „albește” (tranzitiv)[47];
- verb din adverb: ro  departe → a depărta[49], fr  bis → bisser „a bisa”[50], hr  nazad „înapoi” → nazadovati „a se da înapoi”[48], hu  távol „departe” → távolít „depărtează”[47];
- verb din interjecție sau din onomatopee: ro  vai → a se văicări[51], fr  miaou → miauler „a mieuna”[52], hr  muuu → mukati „a face muuu” (ca vaca)[48], hu  jaj „vai” → jajgat „se văicărește”[14];
- substantiv din verb: ro  a sări → săritură[11], fr  chercher „a căuta, a cerceta” → chercheur „căutător, cercetător”[45], hr  čitati „a citi” → čitatelj „cititor”[35], hu  privatizál „privatizează” → privatizálás „privatizare”[53];
- adjectiv din verb: ro  a mânca → mâncabil[11], fr  discuter „a discuta” → discutable „discutabil”[54], hr  djeliti „a împărți” → djeljiv „care se poate împărți”[55], hu  rág „roade, mestecă” → rágós „greu de ros, de mestecat”[56];
- adjectiv din substantiv: ro  durere → dureros[36], fr  crasse „jeg” → crasseux „jegos”[45], hr  grad „oraș” → gradski „orășenesc”[57], hu  város „oraș” → városi „orășean, orășenesc”[41];
- adjectiv din adverb: hr  jučer „ieri” → jučerašnji „de ieri”[58], hu  hátul „în spate” → hátulsó „din spate”[44];
- adverb din adjectiv: hu  vidám „vesel” → vidáman „cu veselie”[59], fr  lent → lentement[60];
- adverb din substantiv: ro  bărbat → bărbătește[36], fr  diable „drac” → diablement „al dracului de”[61], hu  olasz „italian” → olaszul „italienește”[59].

În unele gramatici ale limbii maghiare nu se consideră că există adverbe derivate din alte părți de vorbire, ci că acestea primesc sufixe gramaticale de tip desinență, care formează complemente.
Tot în unele gramatici maghiare, modurile nepersonale ale verbului sunt considerate părți de vorbire nominale aparte formate prin derivare din verb: ír „scrie” → írni „a scrie” (infinitiv), író „care scrie” (participiu prezent), írt „scris” (participiu trecut), megírandó „de scris” (participiu viitor), írva „scriind” (gerunziu).
Afixele pentru marcarea clasei lexico-gramaticale se aplică rădăcinilor care nu pot constitui cuvinte de sine stătătoare (vezi mai sus Tipuri de derivare).
Există afixe care se pot aplica unor cuvinte din mai multe clase lexico-gramaticale. De exemplu, în franceză, sufixul de infinitiv se poate adăuga la substantive, adjective, adverbe, interjecții sau onomatopee: zigzag → zigzaguer „a merge în zigzag”, rouge „roșu” → rougir „a (se) înroși”, bis → bisser „a bisa”, miaou → miauler „a mieuna”. În maghiară, sufixul formator de adjective -talan/-telen se aplică adjectivelor, substantivelor și verbelor: bátor „curajos” → bátortalan „fără curaj”, öröm „bucurie” → örömtelen „lipsit de bucurie”, tehet „poate face” → tehetetlen „neputincios”.
Una și aceeași rădăcină poate primi sufixe lexicale diferite. De exemplu, de la rădăcina hu  szem „ochi; grăunte, bob, boabă” există derivatele szemcse „granulă”, szemecske „bobiță”, szemelget „a culege boabă cu boabă”, szemereg „a ploua mărunt”, szemerkél „a ploua mărunt”, szemes „sub formă de grăunțe”, szemez „a curăța de păstăi”, szemlél „a examina cu privirea”, szemölcs „neg” etc. Pe de altă parte, un cuvânt deja derivat poate fi derivat mai departe, de exemplu szemölcs + -s → szemölcsös „cu negi”. Exemplu de derivare mai complexă: ad „a da” + -at → adat „dată” (informație) + -ol → adatol „a documenta” + -hat → adatolhat „a putea documenta” + -atlan → adatolhatatlan „imposibil de documentat” + -ság → adatolhatatlanság „imposibilitate de a documenta”.

## Sensul afixelor derivaționale
Afixele derivaționale poartă foarte multe nuanțe de sens sau sensuri față de cuvântul bază.
Pentru formarea substantivelor există sufixe:
- diminutivale, care pot fi totodată hipocoristice (care exprimă afecțiune) sau meliorative (cu sens apreciativ, uneori atenuând sensul peiorativ al cuvântului-bază): băiețaș, prostuț;
- augmentative: băiețoi;
- peiorative (depreciative): mâncău;
- moționale (care formează substantive masculine de la substantive feminine, sau invers): curcan (← curcă), ingineră (← inginer);
- colective: rufărie;
- pentru nume abstracte: bunătate;
- pentru nume de agent: morar;
- pentru nume de instrument: șurubelniță;
- pentru nume de loc: fierărie;
- pentru nume proprii de familie: Oprescu.

La rândul lor, prefixele pot fi:
- privative (care exprimă lipsa, excluderea): desperechea;
- negative: neîncredere;
- iterative (care exprimă repetarea): realege;
- diminutive: hr  sulud „nebunatic”[67];
- augmentative: hr  prebogat „foarte bogat”, hipermoderan „hipermodern”[67];
- care exprimă precedența: fr  préétablir „a prestabili”[68].

Din alt punct de vedere semantic, afixele se pot grupa în polisemantice, omonime, sinonime și antonime.
Un sufix polisemantic este de exemplu -tor, care poate forma adjective (delăsător), nume de instrument (stingător), nume de agent (desenator), nume abstracte (numărătoare) etc.
Sufixul hu  -at/-et, bunăoară, care face ca verbul să fie factitiv, nu este polisemnatic, ci omonimul lui -at/-et care formează un substantiv de la același verb: ír „scrie” → írat „face/pune să scrie” vs. irat „scriere, document”.
Există sufixe sinonime, dar sunt rare cazurile când același cuvânt bază acceptă mai mult de unul. Astfel se pot menționa mai multe sufixe pentru nume de agent, în cuvintele supraveghetor, rotar, plutaș, iaurgiu, cărăuș, fochist. Un exemplu de cuvânt de la care s-au format cuvinte cu două sufixe sinonime este fr  dédouaner „a vămui”, care a dat dédouanage și dédouanement „vămuire”.
De sufixe antonime se poate vorbi de pildă în cazul unuia diminutiv și a unuia augmentativ aplicate aceleiași baze, ex. băiețel vs. băiețoi.